# Carnuel, New Mexico
Carnuel, New Mexico (енгл. Carnuel) насељено је место без административног статуса у америчкој савезној држави Њу Мексико.

## Демографија
По попису из 2010. године број становника је 1.232, што је 360 (41,3%) становника више него 2000. године.
| Група             | 2000.       | 2010.       |
| Белци             | 403 (46,2%) | 537 (43,6%) |
| Афроамериканци    | 3 (0,3%)    | 7 (0,6%)    |
| Азијати           | 0 (0,0%)    | 7 (0,6%)    |
| Хиспаноамериканци | 446 (51,1%) | 657 (53,3%) |
| Укупно            | 872         | 1.232       |